# Караџ
Караџ (перс. كرج) је град Ирану у покрајини Алборс. Према попису из 2016. у граду је живело 1.592.492 становника.

## Становништво
Према попису, у граду је 2006. живело 1.386.030 становника.
| 1986.   | 1991.   | 1996.   | 2006.     |
| ------- | ------- | ------- | --------- |
| 275.100 | 442.387 | 940.968 | 1.386.030 |